# プラネットライカ
プラネットライカ（PLANET LAIKA）は、株式会社エニックス（現スクウェア・エニックス）が1999年10月21日に発売したプレイステーション専用ゲームソフト（ロールプレイングゲーム）。本作は、「クーロンズゲート」（SME発売）の制作に携わった是空が企画を担当した。

## システム
本作は、悪意に満ちた火星を舞台に繰り広げるサイコドラマロールプレイングゲーム。

### 人格変容
主人公のライカは多重人格者で心の中に三人の人格を持っており、ストーリーや謎解きに応じてそれぞれの人格に変容するというゲームシステムがプラネットライカ最大の特徴。後述するアーネスト、ヨランダ、スペーサーがその三人の人格とされる。
ライカは火星の住民たちと多くは会話することで三種類の悪意を感知し、自分の中に溜め込む。いずれかの悪意が一定値を越えるとアニマル系のアーネスト、ビジュアル系のヨランダ、サイコ系のスペーサーへと変容することができるようになる。この変容は数箇所にある鏡に触れることで行う。元のライカに戻る時も鏡を利用する。状況に応じて変容していくことが重要。

### 五つの預言
序盤のイベントがひととおり終わった頃に明らかとされる預言を集めることがプラネットライカのクリアまでの目的となる。それぞれに黙示録的な言葉が綴られており、何かしらの意味を持つとされるが詳細は不明。
また、預言の他にも火星人が残したとされる五つの色に輝く石も存在し、これもクリアには必要不可欠なキーアイテムである。

### 戦闘
敵モンスターのシンボルに触れることで戦闘シーンへと移動するという「接触エンカウント」というシステム。この戦闘シーンでは念で作り出した光球（マインドコア）を操り、敵が放つ念波を跳ね返したり直接敵にぶつけたりすることでダメージを与えていく。回復は時折飛んでくる回復球に光球を当てて一定値を回復させることができ、非戦闘時ならばアイテム使用による回復も可能。HPはEM値と呼称され、この値はボスを倒すと一定値上限が増加する。
一般的なRPGの戦闘システムとはだいぶ異なる上にレベルや経験値、能力値や育成などの概念はなく、本作はRPGというよりもアドベンチャーゲームに近いといえる。

### ゲームオーバーについて
ゲームオーバーには二種類のパターンがある。
ひとつは戦闘によりEM値がゼロとなった場合。もうひとつがいずれかひとつの悪意を溜め込みすぎた場合で、この場合はライカは人格暴走を起こしてゲームオーバーになるという流れになる。

## プロローグ
大昔、まだ火星人が存在した頃、地球人は友好と平和の証に火星人とある契約をした。その契約は「顔の契約」と呼ばれ、顔のない火星人に地球人の顔を譲渡するというものであった。人間の顔をなくした地球人は、以後、醜い犬の顔となった。それから、ほどなくして火星人は絶滅した。
10年前、地球の世界連盟は火星の地球化計画に向けた調査のため、ガリル大佐をリーダーとする一団を火星に派遣した。しかし、調査団からの連絡は突如途切れ、調査団は消息不明となる。この時期から火星において住民の幻覚症状の発生や怪物の出現などの怪現象の噂が立ち始める。
そして、現在、世界連盟は地球化計画の再開に向けて再び火星への調査団派遣を決めた。若き宇宙飛行士ライカは第2次調査団のメンバーに抜擢されるのであった。地球ではクリスマスを迎える頃、調査団は火星に到着した。

## 用語
火星と火星人
火星はプラネットライカの舞台となる星。その昔は地球人の流刑者を閉じ込めるための星だったが、現在は星自体が強い意思を持ってしまい、新しい歴史を書き記そうとしている。
火星人とは流刑星となる前に住んでいた火星の人々。「全体でひとつ」という思想を持っており、地球でもらってしまった顔のせいで個性が出てしまったために絶滅してしまう。絶滅間際に五つの石とイーブルマインドと、ザ・フェイスを作ったとされている。物語の中でその実態はだんだんと明かされていく。
イーブルマインド
火星にはびこる悪の意識。触れると常人でも意識が混濁し、悪くなると狂人になってしまう。この正体は絶滅した火星人が残した「火星人の悪の部分」。紫色のガス状の形態をしており、プレイヤーにも容易に判別できる。
石
絶滅した火星人たちが残した「火星人の善の部分」。赤い石、青い石など五つの石がある。持っていると預言に近づくことができるとされる。
ザ・フェイス
火星人たちが火星の大地を削って作り出した顔。今では地球人も犬顔に成り果てて、本当の顔を記すのはこのザ・フェイスだけとなってしまった。ガリルが関わる場所と思われる。

## 登場人物
ライカ
本作の主人公。宇宙航空連盟の新人無線技師。今回、火星調査隊のメンバーに抜擢され、火星ロケット「フェニックス号」の乗組員を務める。元来おとなしい性格だが、悲惨な過去による深いトラウマを持ち、脳に奇形腫を抱えていることが原因で、複数の人格が潜在している。そのため、火星の発する邪気（イーブルマインド）に影響を受け他の意識が顕在化した。ちなみに“ライカ”はニックネームで本名ではない。
アーネスト
ライカに潜む力悪の人格。長身に赤髪、筋骨隆々とした外見を持つ。過去にライカの妹ミーシャが死亡した時、ライカが幼いミーシャを守ろうとしたために形成された人格。
ヨランダ
ライカに潜む欲悪の人格。女性であり、髪が少し長くなる。過去にライカの母タニアがウラジミールに暴力を受けて自殺した時に形成された人格。ヨランダ自身、自分はタニアの友人だと思っている。
スペーサー
ライカに潜む知悪の人格。青い髪になり極端に猫背という外見。アーネストやヨランダとは異なる存在で、過去にライカが読んだ本から飛び出して来た人格。非常に博識で様々な方面への造詣も深い。ライカが無線技師になれたのもスペーサーの力によるものが大きい。他の人格の司令塔。
フェニックス
ライカの中に居た第四の人格。ノーブルロックの話によれば、ライカが肉体、フェニックスが心、つまりはそれで運命の双子という形を取っているらしい。その正体はライカの双子の兄弟として生まれてくるはずだった存在にあたる奇形腫の人格。

エイプリル
本作のヒロイン。ライカ同様、火星調査隊員として選ばれた地質学者。火星の土や地形を調査するために同行した。ライカに火星調査の手助けをしてくれる良い娘だが、彼女自身も暗い過去に囚われている。
ヌーン
火星調査隊員。大柄でたくましい機関士の男性。反面、ホームシックにかかりやすくマザコン気質を持つ。
タトラー
火星調査隊員の隊長。ライカやヌーンたちを信頼し、隊長としての責任感が人一倍強い。そのため、問題や事件をなんとか始末しようと時に強引で冷酷な対応を取る事も。
オクトーバー
火星調査の司令官。隊員に無線テレビで指令を行うが、何故かライカ以外には応答しない。
ヘロデ
プリズン4にて酸素屋を営んでいる人物。リトルをその従業員、イーストとウェストを用心棒として火星全体を管理している。
マダム・アガタ
妖艶な姿と優しさを持つ女性。悪夢に怯えるヘロデを得意の催眠術で眠らせてあげている。特定のアイテムをライカが持っていくとアイテムに眠った記憶を見せてくれる。
ゴールド
ナイトプラネットのマスター。気難しい性格で相手が客でもケンカを吹っかける。スモーキーとは知り合い同士。
フェイ
リャンハウスの女主人。犬顔から人間の顔にする整形の事を「ヴァニティフェイス」と呼んでおり、プリズン4の人々全員を整形するのが目標。
マウンテン
サイコハウスの住民。他のサイコ系住民が信仰している金星人信仰のリーダー。サイコハウスに金星からのパワーを受信する装置を作った。
コスマス
レッドと共に暮らしている少年。レッドに無理やりヴァニティフェイスをさせられて美しい顔を持っている。
『クーロンズゲート』にも登場している。
ダミアヌス
ゲーム冒頭でライカが出会う少年。ライカの導き手となり、「砂のシンパシー」というアイテムを手渡す。
『クーロンズゲート』ではトリックスター的な隠しキャラクターとして登場していた。
ホワイトイーグル
ロッジに住んでいるメディスンマンの長老。ガリル大佐と一番繋がりが深い人物。ノーブルロック、ヨセミテという他のメディスンマンを統括している。
ガリル大佐
先遣隊として10年前に火星にやってきた地球人たちのリーダー。最後の通信で「神は死んだ、光の私」とつぶやいて消息を絶った。今回の調査は彼を探す事も含まれている。
ウラジミール
ライカの母タニアが再婚した工員上がりの男。醜悪な性格の人物で、ライカとタニアを虐待していた。
セルゲイ
ライカにとって兄となる、ウラジミールの連れ子。性格はウラジミール同様に醜悪で下劣。ライカへの陰惨ないじめを行っていた。
タニア
ライカの実の母。ライカが生まれてすぐに夫に先立たれ、ウラジミールと再婚するが、ウラジミールの暴力に耐え切れずに自殺してしまう。
ミーシャ
ウラジミールとタニアの間に生まれる予定だった、ライカとセルゲイの妹。タニアへのウラジミールの暴力により死産した。

## 地域
火星
火星の表面を移動できるのはゲーム中では一部のみ。マップには「帰納の丘」などの地域名前がついているが、これらは実際の火星につけられているものとは異なる。「避難小屋」は火星に時折吹き荒れる砂嵐からの避難をするための小屋。
コロニー
火星に存在する巨大施設。正式名称は第77コロニー。その昔、火星は流刑星だったという過去があり、このコロニーにはプリズン4と呼ばれる流刑者たちの住んでいる場所がある。彼ら流刑者が火星を掘り進む事で「アイスレイク」や「記憶の谷」といった地域も開拓されている。
プリズン4
流刑者たちの住んでいる居住空間。もとは処刑施設だった。ほとんどの流刑者や渡来人やその末裔、つまりはゲームの登場人物はこのプリズン4に住んでいる。ひとつの町のような機能を持ち、寝泊りする場所以外にも酒場や商店も存在する。
酸素屋
コロニーの管理者でもあるヘロデが経営している。この火星の地中に存在する「酸素石」という鉱石から酸素を取り出して火星に酸素を供給している。ちなみに酸素石は記憶の谷から採掘される。
ナイトプラネット
アニマル系住民たちのたむろする酒場。マスターのゴールドを始めとしたアニマル系住民は気難しく短気な者ばかり。
リャンハウス
犬顔から人間の顔に近づける「ヴァニティフェイス」という整形を行うフェイが経営している店。ビジュアル系の住民は誰しもが美しい顔になる事で優しさが広がって奇跡が起きると考えている。
サイコハウス
サイコ系住民たちが暮らしている建物。マウンテンを筆頭とした彼らは金星人を信仰しており、金星から受け取ったパワーで大きな奇跡が起きると信じている。
ロッジ
メディスンマンと呼ばれる先遣隊の生き残りが住んでいる建物。先遣隊とは10年前にガリル大佐が率いてきた地球人たちである。現在の長老はホワイトイーグルで、その従者としてノーブルロックがいる。

記憶の谷
コロニー入口付近から入る事のできる地下空洞。ここはヘロデが雇っている鉱夫たちが大勢住んでおり、彼らは日夜酸素石を採掘して生活している。
アイスレイク
記憶の谷と繋がっている氷に閉ざされた地下道。アイスマンという謎の人物が氷付けにされている。記憶の谷の鉱夫たちはこのアイスレイクを行き来して酸素石を採掘している。

## 関連商品
プラネットライカ　公式ガイドブック
1999年10月発売。マップ、キャラ、フローチャート、製作者インタビューとキーワード解説完備の攻略本。ISBN 978-4757206021
プラネットライカ　ハイパーガイドブック
1999年12月発売。ISBN 978-4789792714

## スタッフ
- ナレーション：熊倉一雄
- 脚本・監督：木村央志
- 企画：有限会社是空（現キムラナカジオフィス）
- 開発：株式会社クインテット
- 制作：株式会社エニックス